# Ирвингиевые
Ирвингиевые (лат. Irvingiaceae) — семейство двудольных растений, входящее в порядок Мальпигиецветные. Включает три рода деревьев, произрастающих в Африке и Юго-Восточной Азии.
В Системе классификации Кронквиста (1981) роды, входящие в Ирвингиевые, были включены в семейство Симарубовые.

## Роды
По информации базы данных The Plant List (на июль 2016) семейство включает 3 рода и 11 видов:
- Desbordesia — монотипный род, единственный представитель Desbordesia insignis Pierre
- Irvingia typus — Ирвингия — включает 7 видов
- Klainedoxa — включает 3 вида